# Ain't No Saint
Ain't No Saint è un singolo della cantante svedese naturalizzata statunitense, pubblicato il 14 marzo 2016.

## Tracce
1. Ain't No Saint – 3:07 (testo: Peg Parnevik, Erik Lewander, Josefin Glenmark Breman – musica: Erik Lewander)

Remixes - Digital
1. Ain't No Saint (Jonas Vogel Remix) – 3:14
2. Ain't No Saint (Kenny Hectyc Remix) – 3:39
3. Ain't No Saint (Captain Crash Remix) – 3:05

## Classifiche
| Classifica (2016) | Posizione massima |
| ----------------- | ----------------- |
| Svezia            | 2                 |